# 03式中距離地対空誘導弾

03式中距離地対空誘導弾（高射教導隊）

03式中距離地対空誘導弾（まるさんしきちゅうきょりちたいくうゆうどうだん、略称：SAM-4、通称：中SAM）は、地対空誘導弾 改良ホークの後継システムとして開発された、陸上自衛隊が運用する純国産の中距離防空用地対空ミサイル・システムである。三菱電機が主契約者としてシステム取りまとめ企業となり、三菱重工業が誘導弾、東芝がレーダーを製造している。
本ページでは発展型の後継システム03式中距離地対空誘導弾（改善型）と、開発される予定のさらなる発展型である03式中距離地対空誘導弾（改善型）能力向上も記述する。

## 概要
西側諸国では、長らくホークなどの地対空ミサイルに改良を行い使用してきたが、これ以上の性能向上が難しいとの判断により、アメリカ・ドイツ・イタリアが中距離拡大防空システム（MEADS）の開発をスタートさせた。これに日本も参加を求められたが、武器輸出三原則の制約を理由に参加を断念し、日本は単独で航空自衛隊の地対空誘導弾ペトリオット（長距離防空用）と陸上自衛隊の81式短距離地対空誘導弾（短距離防空用）の間を埋める存在となる新型地対空誘導弾の研究開発を行った。
1983年（昭和58年）より防衛庁の部内において、ホーク後継ミサイルの検討が開始されている。1995年（平成7年）に国内開発が決定し、1996年（平成8年）より本格開発が開始された。2003年（平成15年）度に「03式中距離地対空誘導弾」（中SAM）として制式化され、陸上自衛隊の方面隊隷下の各高射特科群の高射中隊を中心として配備が進められている。陸上自衛隊の1個高射特科群は4個高射中隊からなるが、計16個中隊が中SAMに更新される。1個群を構成する武器システムにかかる価格は約470億円で、同規模のペトリオットPAC-2の調達価格である約850億円より低く抑えられている。残りの中隊は03式中距離地対空誘導弾（改善型）で更新される予定である。

## 特徴

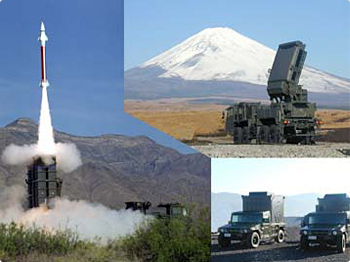
システムを構成するサブシステムの一部

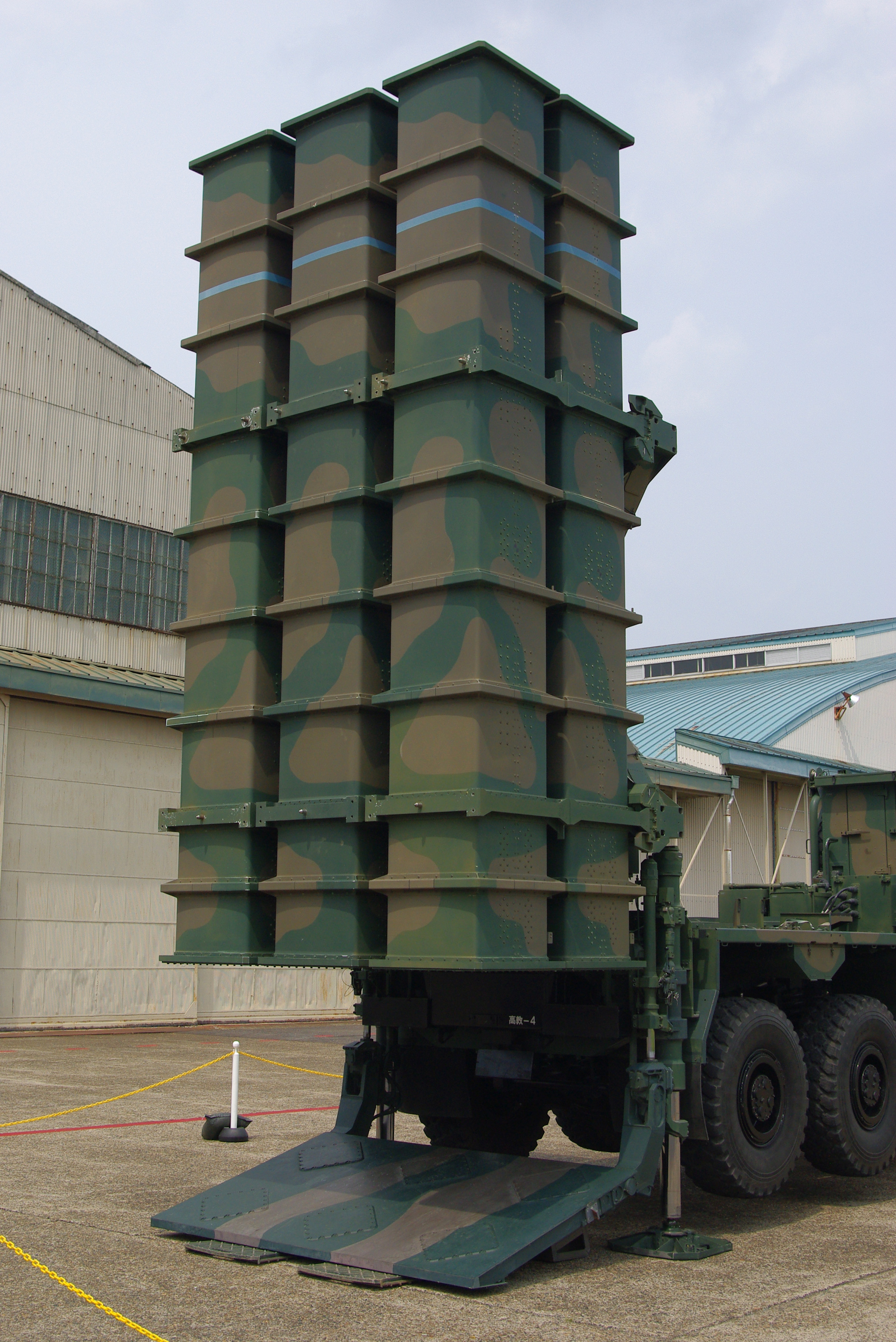
発射装置搭載車両（射撃姿勢）

対空戦闘指揮装置の搭載車体には73式大型トラックを使用し、幹線無線伝送装置、幹線無線中継装置および射撃管制装置の搭載車体には高機動車を使用、捜索兼射撃用レーダー装置車、発射装置車、運搬・装填装置車およびレーダー信号処理兼電源車の車体には重装輪回収車と共通の重装輪車両が使用されており、高い機動展開性によって有事に即対応できる。操作に必要な要員も省力化され、20人体制で運用することができるようになった（ホークは50人体制。これに伴い装備する高射中隊は運用上の編成が改められている（改編）。また、非自走部のあったホークと異なり、システム一式の完全車載・自走化により、機動力が向上した。
ミサイル本体は発射筒を兼ねた角型コンテナに収められた状態で、発射装置および運搬装填装置に各6発ずつ搭載されており、ロシアのS-300や米欧共同開発のMEADSなどと同様の垂直発射方式である。このため、陣地展開に必要な土地面積が従来方式に比べ少なくて済む様になり、展開用地確保が容易になっている。
レーダーはアクティブフェーズドアレイレーダーであり、100目標を捕捉し、12目標を追尾可能である。レーダーは1基で標的捜索のほか、目標の追尾および射撃管制も行う。また、高度なECCM（対電子妨害対処）能力と多目標同時対処能力を持ち、空対地ミサイルや巡航ミサイルによる遠距離攻撃に対処する能力も有するとされている。レーダーは回転することにより、全周捜索を行う。将来的にはE-767早期警戒管制機や、2011年（平成23年）から配備が始まる対空戦闘指揮統制システムなどとのデータリンクによる戦闘能力の向上も予定されている。ミサイル誘導方式は中間指令誘導とアクティブレーダーホーミングの組み合わせとなっている。
なお、射程については正確な数値は不明であるが、2014年（平成26年）の下志津駐屯地創設59周年記念行事では下志津から横浜や筑波山上空の航空機を射撃可能と解説されていることや、米国における射撃試験の報道から射程60km以上と思われる。
03式がアメリカ空軍の敵防空網制圧（SEAD）を任務とする第35戦闘航空団と演習を行った際には、アメリカ空軍のF-16CJ/DJ戦闘機はJDAMと20mm機関砲による攻撃で中SAMに対抗した。米軍関係者からは「目標空域でミサイルを避けるのは非常に難しかった」、「世界的にも有能で、よく訓練された(防空)オペレーターだ」と評価されている。 

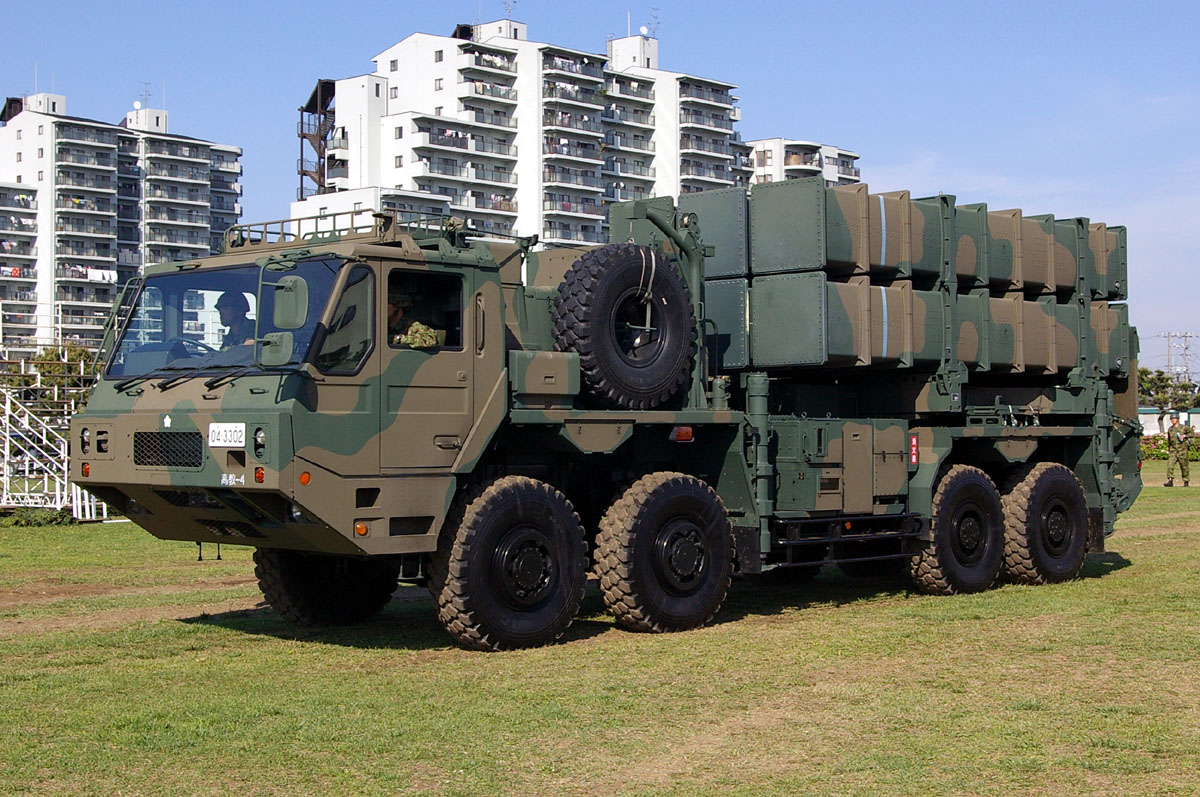
発射装置搭載車両（移動姿勢）
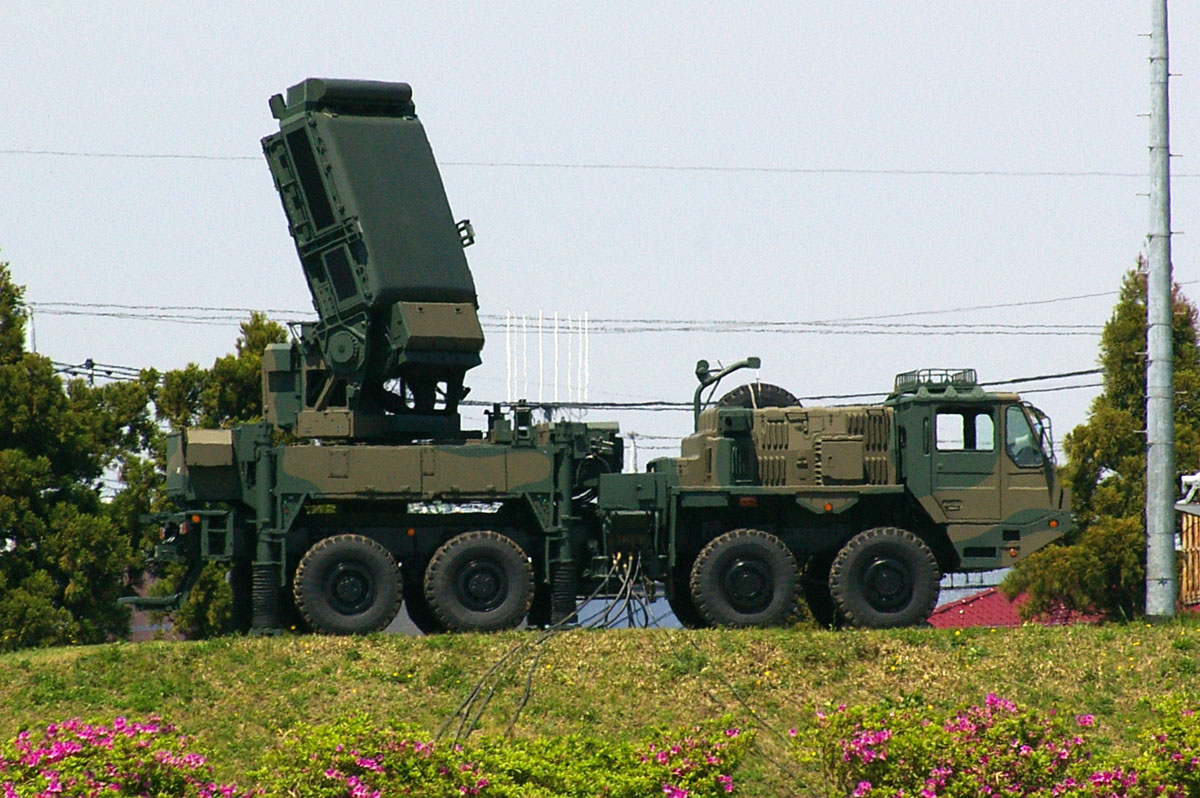
射撃用レーダー装置搭載車両
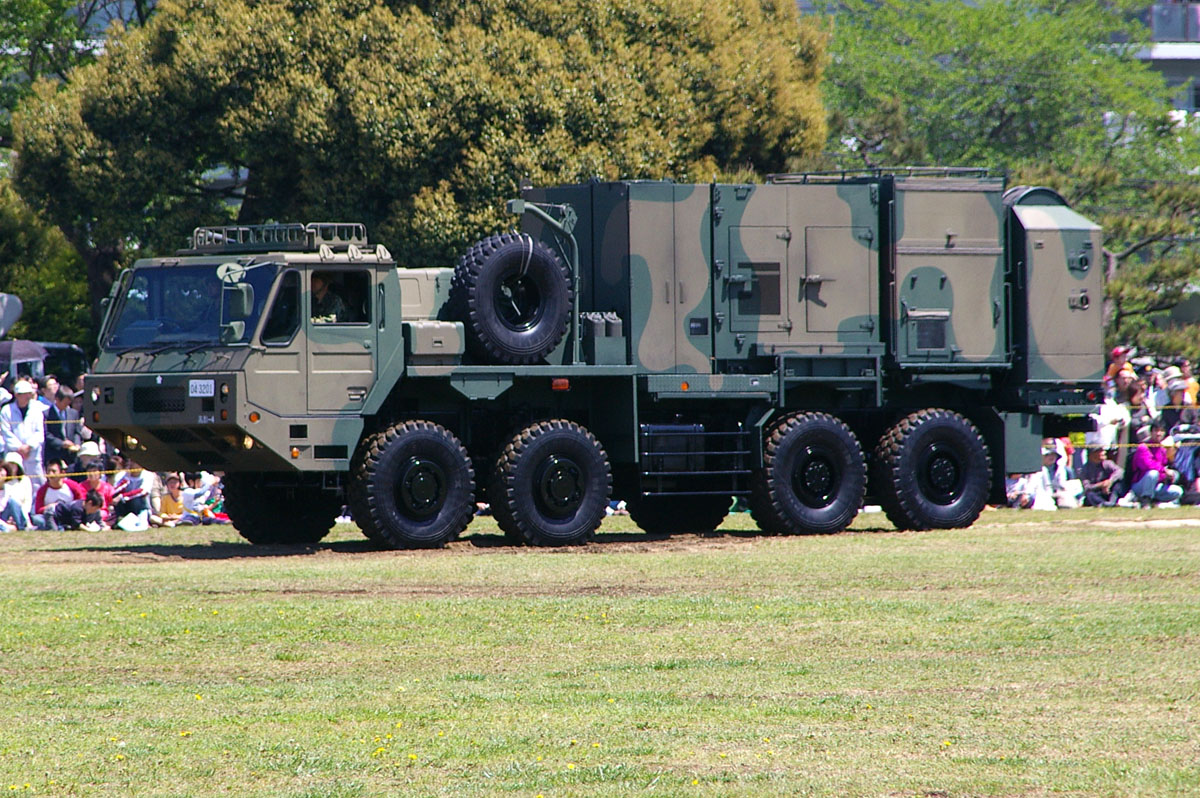
レーダー信号処理・電源車
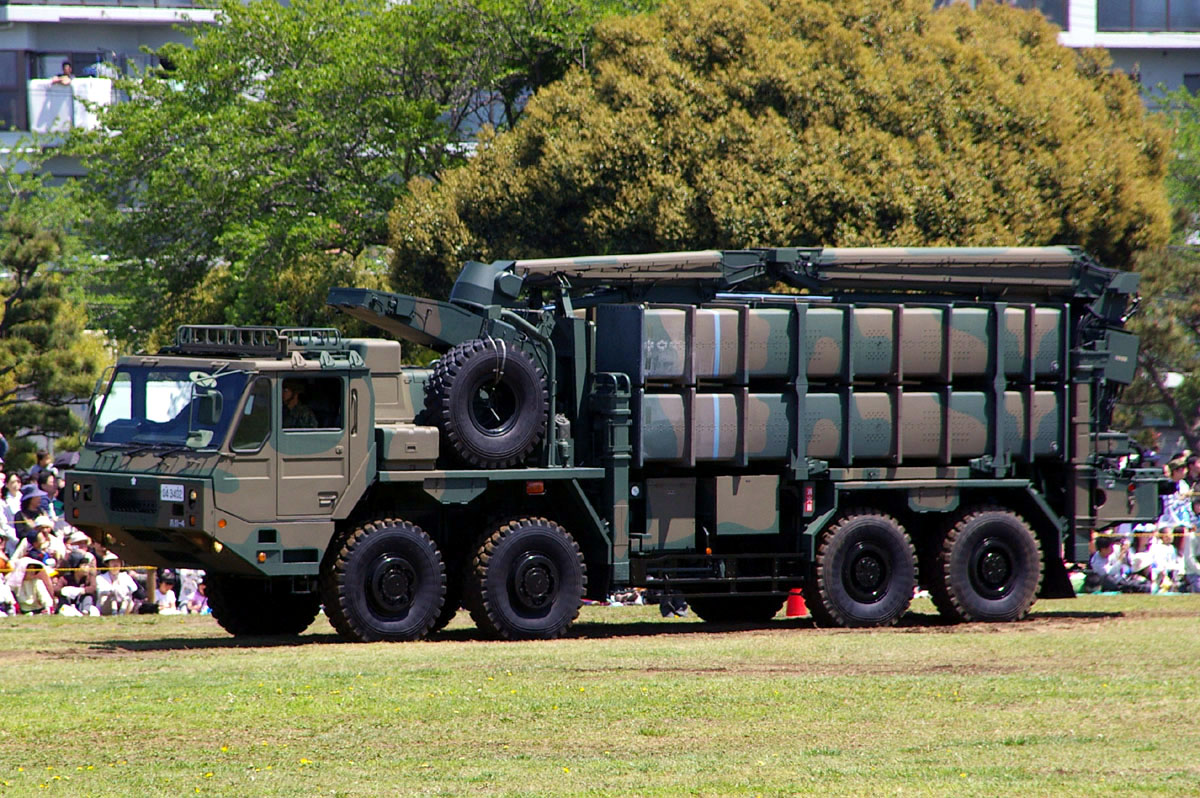
運搬装填装置搭載車両

## 調達と配備

### 調達数
| 予算計上年度         | 調達数                      | 予算額 括弧は初度費(外数) |
| -------------------- | --------------------------- | ------------------------- |
| 平成15年度（2003年） | 0.5個群 （2個中隊）         | 207億円                   |
| 平成16年度（2004年） | 0.25個群 （1個中隊）        | 252億円                   |
| 平成17年度（2005年） | 2個中隊                     | 276億円                   |
| 平成18年度（2006年） | 1個中隊                     | 203億円                   |
| 平成19年度（2007年） | 1個中隊                     | 221億円                   |
| 平成20年度（2008年） | 1個中隊                     | 194億円                   |
| 平成21年度（2009年） | 2個中隊                     | 369億円                   |
| 平成22年度（2010年） | 1個中隊                     | 195億円                   |
| 平成23年度（2011年） | 1個中隊                     | 215億円                   |
| 平成24年度（2012年） | 1+1個中隊                   | 167億円                   |
| 平成25年度（2013年） | 0個中隊                     | -                         |
| 平成26年度（2014年） | 1個中隊                     | 175億円(22億円)           |
| 平成27年度（2015年） | 1個中隊                     | 164億円                   |
| 平成28年度（2016年） | 1個中隊                     | 189億円                   |
| 合計                 | 0.75群+14個中隊（17個中隊） | 2827億円(22億円)          |

### 配備部隊・機関
配備されている部隊は下記のとおり。配備は東部方面隊（第2高射特科群）および中部方面隊（第8高射特科群）から開始されたが、これはPAC-3が最初に配備された航空自衛隊中部航空方面隊（第1高射群・第4高射群）との整合をとるためであった。その後は南西諸島防衛の観点から、西部方面隊に展開する高射特科連隊および高射特科団での配備を実施。現在は東北方面隊（第5高射特科群）での配備を進めている。
陸上自衛隊教育訓練研究本部
- 陸上自衛隊開発実験団
  - 装備実験隊（実用試験用）

陸上自衛隊武器学校（整備員教育用）
東北方面隊
- 第5高射特科群
  - 第351高射中隊（八戸駐屯地）

東部方面隊
- 第2高射特科群
  - 第334高射中隊（下志津駐屯地）
  - 第335高射中隊（朝霞駐屯地）
  - 第336高射中隊（松戸駐屯地）
  - 第337高射中隊（古河駐屯地）

中部方面隊
- 第8高射特科群
  - 第338高射中隊（青野原駐屯地）
  - 第339高射中隊（青野原駐屯地）
  - 第340高射中隊（青野原駐屯地）
  - 第343高射中隊（青野原駐屯地）

西部方面隊
- 第2高射特科団
  - 第3高射特科群
    - 第344高射中隊（奄美駐屯地）
    - 第345高射中隊（飯塚駐屯地）
    - 第349高射中隊（飯塚駐屯地）
    - 第350高射中隊（飯塚駐屯地）

  - 第7高射特科群
    - 第346高射中隊（宮古島駐屯地）
    - 第348高射中隊（石垣駐屯地）

  - 第102高射特科隊（竹松駐屯地）

配備歴
- 2005年（平成17年）：高射学校および高射教導隊に配備。
- 2007年（平成19年）
  - 3月28日：第2高射特科群第334高射中隊を新編。
  - 9月：第2高射特科群第335高射中隊を新編。
- 2008年（平成20年）3月26日：第2高射特科群第336高射中隊を新編。
- 2009年（平成21年）
  - 3月26日：第2高射特科群第337高射中隊を新編。
  - 7月31日：第8高射特科群に03式中距離地対空誘導弾の配備を開始。

- 2010年（平成22年）3月26日：第8高射特科群第338高射中隊を新編。
- 2011年（平成23年）4月22日：第8高射特科群第339高射中隊を新編。
- 2012年（平成24年）3月26日：

1. 第8高射特科群第340高射中隊を新編。
2. 第6高射特科群第341高射中隊を新編。（→現第15高射特科連隊第1高射中隊）

- 2013年（平成25年）3月26日：第6高射特科群第342高射中隊を新編。（→現第15高射特科連隊第2高射中隊）
- 2014年（平成26年）3月26日：第15高射特科連隊第3高射中隊を新編。
- 2015年（平成27年）3月26日：

1. 第3高射特科群第311高射中隊に03式中距離地対空誘導弾の配備を開始。
2. 第8高射特科群第343高射中隊を新編。

- 2016年（平成28年）3月27日：第3高射特科群第344高射中隊を新編。
- 2017年（平成29年）3月27日：第3高射特科群第345高射中隊を新編。
- 2018年（平成30年）3月27日：第7高射特科群第346高射中隊を新編。
- 2021年（令和 3年）3月18日：第7高射特科群第347高射中隊を新編。
- 2022年（令和 4年）3月17日

1. 第102高射特科隊を新編。（第15高射特科連隊第1高射中隊より管理替え）
2. 第347高射中隊（竹松駐屯地）が第348高射中隊に称号変更。

- 2023年（令和 5年）3月16日：第3高射特科群第349高射中隊を新編。
- 2024年（令和 6年）3月21日：第3高射特科群第350高射中隊を新編。
- 2025年（令和 7年）3月24日：第5高射特科群第351高射中隊を新編。

## 03式中距離地対空誘導弾（改善型）

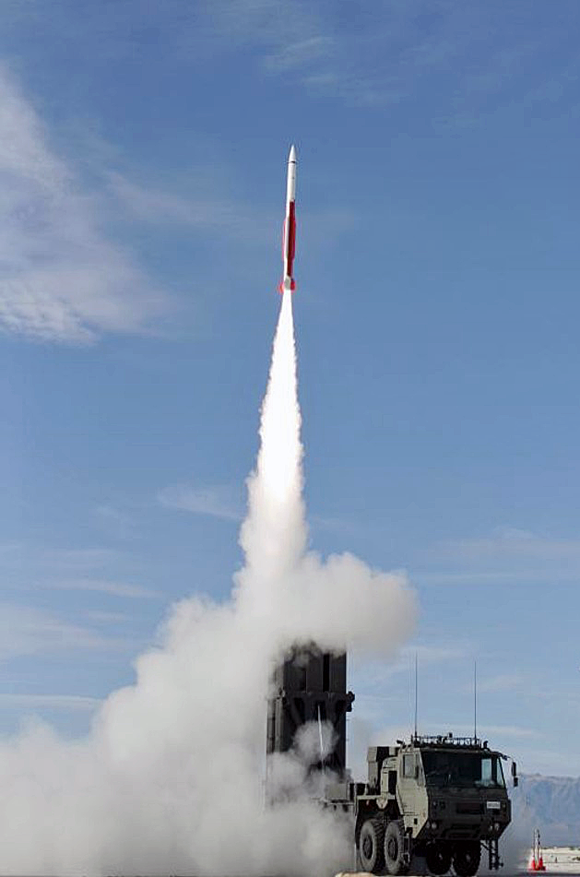
ミサイル発射

2010年（平成22年）度から2016年（平成28年）度まで、取得コストを抑制しながら、巡航ミサイル（低空目標）や空対地ミサイル（高速目標）への対処能力を向上させ、ネットワーク交戦能力の向上により防衛範囲を拡大させた「03式中距離地対空誘導弾(改)」（中SAM改）の開発が行われた。中SAM改では低空目標用に窒化ガリウム増幅器を使用した補助レーダーがシステムに追加されているのが特徴である。なお、中SAMで誘導弾を製造していた三菱重工業は中SAM改には参画していない。
2015年（平成27年）夏にアメリカ・ニューメキシコ州のホワイトサンズ・ミサイル実験場で開発中の03式中距離地対空誘導弾(改)の発射試験を行い、巡航ミサイルを模したターゲットに対し10発を発射、全弾が命中し、アメリカ軍関係者を驚かせた。また、10発うち1発は低高度を超音速で飛翔するGQM-163A コヨーテ超音速標的であった。
2017年（平成29年）度予算で初めて1個中隊分の予算174億円が計上され調達が始まった。開発完了に伴い「03式中距離地対空誘導弾（改善型）」の名称が使われている。
開発については、2022年（令和4年度）防衛基盤整備協会賞を受賞している。
2026年（令和8年）度から後述の#03式中距離地対空誘導弾（改善型）能力向上の開発の途中成果を生かして、既存の03式中距離地対空誘導弾（改善型）に弾道ミサイル対処能力を順次付与していく予定である。

### 調達と配備
2017年（平成29年）より取得を開始し、2032年（令和14年）度までの間に、約14個射撃単位（約3.5個システム）を基準として取得する計画である。

#### 調達数
| 予算計上年度         | 調達数      | 予算額 括弧は初度費(外数) |
| -------------------- | ----------- | ------------------------- |
| 平成29年度（2017年） | 1個中隊     | 174億円(150億円)          |
| 平成30年度（2018年） | 1個中隊     | 182億円                   |
| 平成31年度（2019年） | 1個中隊     | 141億円(9億円)            |
| 令和2年度（2020年）  | 1個中隊     | 120億円                   |
| 令和3年度（2021年）  | 1個中隊     | 120億円                   |
| 令和4年度（2022年）  | 1個中隊+1式 | 137億円                   |
| 令和5年度（2023年）  | 1式         | 248億円                   |
| 令和6年度（2024年）  | 1式         | 129億円                   |
| 令和7年度（2025年）  | 2式         | 720億円                   |
| 合計                 | 6個中隊+5式 | 1,971億円(159億円)        |

#### 配備部隊
2025年（令和7年）4月現在、配備されている部隊は下記のとおり。
- 陸上自衛隊高射学校
  - 高射教導隊
    - 第4高射中隊

- 第15旅団
  - 第15高射特科連隊[15]
    - 第1高射中隊（知念分屯地）
    - 第2高射中隊（勝連分屯地）
    - 第3高射中隊（白川分屯地）

配備歴
- 2020年（令和2年）12月：第15高射特科連隊第1高射中隊が03式中距離地対空誘導弾（改善型）（中SAM改）へ装備転換[21]。
- 時期不明：第15高射特科連隊が03式中距離地対空誘導弾（改善型）へ更新完了[15]。
- 時期不明：高射教導隊第4高射中隊が03式中距離地対空誘導弾（改善型）へ更新完了。

## 03式中距離地対空誘導弾（改善型）能力向上
2023年（令和5年）度から2028年（令和10年）度にかけて、新型の短距離弾道ミサイル (SRBM) と極超音速滑空体 (HGV) への対処能力を高めた中SAM改のさらなる改善型を開発する予定である。2022年（令和4年）度事前の事業評価では、新型SRBMおよびHGVへの対処能力を早期に強化する早期研究開発分と、HGV等への対処能力を強化しより広域に対処できる新規研究開発分を取得するとしている。開発費は、事前の事業評価によると598億円、2023年（令和5年）度予算によると758億円である。

## 派生型

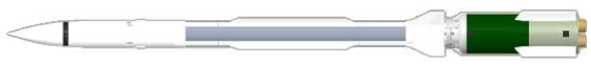
23式艦対空誘導弾の想像図

23式艦対空誘導弾（A-SAM）
03式中距離対空誘導弾(改)を基に2017年（平成29年）度から2023年（令和5年）度まで開発が進められている艦対空ミサイル。護衛艦部隊の防空能力強化を目的とし、敵爆撃機や対艦ミサイルを撃破し得る長射程ミサイルとして開発されている。
弾体は汎用護衛艦に搭載されたVLSから射撃可能で、03式中距離地対空誘導弾(改)からレドームを変更し、中間誘導用データリンクとブースタとブースタ分離装置が付加される。また、ブースタには07式垂直発射魚雷投射ロケットの技術が活用されている他、既存装備品とのファミリー化により開発リスクおよび経費の低減を目指しているとされる。
2023年（令和5年）2月20日、海上自衛隊開発隊群は公式Facebookアカウントにおいて、2022年（令和4年）12月、試験艦「あすか」において新艦対空誘導弾の実弾発射試験が実施されたことを発表した。新艦対空誘導弾は引き続き2023年（令和5年）度の実用試験を経て2024年（令和6年）度に装備化を目指すことが予定されている。
2023年（令和5年）8月31日、2024年（令和6年）度防衛省概算要求において、新艦対空誘導弾の調達方針が示され、調達費用として222億円が要求された。
2023年（令和5年）9月8日、防衛省が発表した「令和5年度　事前の事業評価　評価書一覧」において、2024年（令和6年）度に正式採用予定の新艦対空誘導弾について、高速目標の経路予測技術の確立と高速目標の追尾技術の確立を目的とし、2024年（令和6年）度から2030年（令和12年）度まで新艦対空誘導弾能力向上型の開発、2028年（令和10年）度から2031（年令和13年）度まで能力向上型の各種試験を行うことが示された。

## 性能
- 03式中距離地対空誘導弾
  - 全長：約4.9m
  - 直径：約0.32m
  - 重量：約570kg
  - 弾頭重量：約73kg
  - 射程：60km以上[5]
  - 価格：ワンセット（1個群）約470億円

- 03式中距離地対空誘導弾（改善型）[29]
  - 全長：約4.9m
  - 直径：約0.28m
  - 重量：約454kg[30]

## 登場作品

### 小説
『中国完全包囲作戦』（文庫名：『中国軍壊滅大作戦』）
81式短距離地対空誘導弾・93式近距離地対空誘導弾・91式携帯地対空誘導弾とともに、統一朝鮮空軍のF-15KとKF-16の迎撃に使用される。